# Antitodor
Antitodor je hrvatski punk rock sastav iz Pule. 
Osnovan je 1996. godine u Puli. Snimili su četiri albuma: Gubitnik, Ne bojim se, Punker i Dobrodošli u Hrvatsku, s kojih se kao najpopularnije mogu izdvojiti pjesme "Anarhija u mome gradu", "Patike", "Snovi" i i "Ona odlazi". Sastav čine pjevač Zoran Todorović - Todor, basist Robert Matysiak - Robac, gitaristi Helidon Grudić i Adriano Lampalov - Banila, te bubnjar Kristian Bijažić-Picek. Nastupi sastava Antitodor su vrlo energični, a žanrovski se svrstavaju u melodični punk.

## Povijest sastava

### Demo snimke
Sastav je osnovan 25. svibnja 1996. godine u Puli, pod imenom Antitodor i Talenti. Prvobitno, sastav se trebao zvati 76ers (Seventysixers, po godini početka eksplozije punka). Osnivači sastava su bubnjar Aleksandar Bijažić-Alex i basist Kristian Bijažić-Picek. U prvoj postavi, vokal je trebao biti poznati pulski punker Mirko Matozan-Mate, no isti je 1995. preminuo, pa je iste godine na mjesto vokala uskočio Zoran Todorović-Todor, jednako tako legendarni veteran pulske Punk scene 80-ih. Tada, Alex predlaže ime Todor i Antitalenti, a Todor modificira u Antitodor i Talenti, kako će se sastav na kraju i zvati. Iako je ovaj sastav oformljen s namjerom da izvode obrade punk pjesama, Zoran Todorović-Todor, kao autor i većine tekstova sastava Antitodor i Talenti, već je na prvoj probi predstavio vlastite autorske pjesme, te se sastav orijentirao na stvaranje i izvedbu vlastitih, autorskih skladbi. Po kronologiji nastanka, prve pjesme grupe Antitodor i Talenti su "Anarhija u mome gradu" i "Gubitnik", a uskoro su nastale i pjesme "Dosada", "Sado mazo", "Fuck The Police" i još niz drugih. 
Godine 1996. sastav je u studiju Ear kod Čotke u Štinjanu snimio dva demoizdanja. Na tim demoizdanjima (prvi demo "Gubitnik" i drugi bezimeni) su između ostalih pjesme “Anarhija u mome gradu”, “Gubitnik”, “Više ne trebam te” (obrada "I never needed you" od Partisansa), te “Patike” i "Zajedno sa vama" (obje obrade pulskog punk sastava Plakati, sastava Todorovog starijeg brata Nenada). Demoizdanja su objavljena na kazeti.
Pred snimanje druge demosnimke, sastav je skratio ime u Talenti. Nedugo nakon snimanja, sastav se raspao. Originalni osnivači su pokušali nastaviti sa sastavom, opet mijenjajući ime u Antitalenti, i dovođenjem Damira Baćaca - Belog na mjestu vokala, no nakon koncerta kao predgrupa Anti-Nowhere League-u, sastav se nepovratno raspada.

### Prvi album -Gubitnik
Dvije godine kasnije, pjevač Zoran Todorović - Todor odlučuje nastaviti sa sastavom te okuplja potpuno novu ekipu. U novom sastavu, uz Todora, od 1999. godine sviraju još gitaristi Vlado Mićanović i Saša Đuračić-Sale, basist Dražen Džaja-Džajo i bubnjar Mario Čokanjac. 
Svoj album prvijenac Gubitnik, objavljuju 1999. godine za nezavisnu pulsku etiketu Monte Paradiso. Ovaj album je u potpunosti snimljen u garaži, a s obzirom na prilično lošu kvalitetu snimke, članovi Antitodora prvenstveno nisu imali namjeru objaviti tu snimku kao album. Ipak, do objave je došlo na nagovor gitariste grupe KUD Idijoti Saleta Verude, koji je pak na poziv članova Antitodora pomogao pri snimanju ovog izdanja. Debitantski album Gubitnik objavljen je 1999. godine na kazeti.

### Drugi album -Ne bojim se
Nakon objave albuma Gubitnik, sastav intenzivno nastupa na raznim koncertima, a u međuvremenu opet dolazi do promjena postave - 2003. godine članovi grupe su pjevač Zoran Todorović-Todor, bubnjar Andrija Tomić, basist Robert Matysiak-Robac, gitarist Helidon Grudić i gitarist Ivan Staver-Suhi.
Drugi album Ne bojim se objavili su 2004. godine u vlastitom izdanju. Album je sniman u studiju Ianmar u Puli, producent je Marijan Jelenić iz grupe Nola a snimatelj Branko Crnogorčić, a na njemu se nalazi ukupno 11 pjesama - to su pjesme “Snovi”, “Ne kradi nas”, “Ona odlazi”, “Shizophrenia”, “Vjernik”, “Zombi”, “Ne bojim se”, “Autoriteti”, “Punk’s Not Dead”, “Ovo je kraj” i “Slobodan”.
S obzirom na to da su poznati po svojim energičnim nastupima, uslijedili su brojni koncerti diljem Hrvatske i Slovenije. Među važnijim koncertnim gostovanjima su nastupi kao predgrupa britanskim punk legendama G.B.H., zatim grupi Aurora iz Mađarske, američkim punk veteranima Misfits, zatim američkim Battalion of Saints i drugima. Osim kao predgrupa održali su i niz samostalnih koncerata, a nastupili su i na brojnim festivalima, primjerice na Viva la Poli!, na kojem su nastupili četiri puta (2004., 2006., 2008. i 2009.) a gdje su imali prigodu dijeliti pozornicu s velikanima poput Anti Nowhere League i Toy Dolls. Nastupili su i na pulskom festivalu Monte Paradiso (1996. i 1998.), zadarskom festivalu Live and Loud (2001. i 2003.) i Ri Rocku (2005.). Sastav je poznat po svom humanitarnom angažmanu - osim što su nastupali na nizu humanitarnih koncerata, i sami su organizirali niz manifestacija humanitarnog karaktera.

### Rad na trećem albumu
Krajem 2008. ponovo dolazi do promjena članova u sastavu - kojeg od tada čine pjevač Zoran Todorović-Todor, basist Robert Matysiak-Robac, gitaristi Helidon Grudić i Adriano Lampalov - Banila, i bubnjar Kristian Bijažić-Picek. Uz koncertiranje, sastav intenzivno radi na novim pjesmama koje će se naći na trećem albumu, koji se planira objaviti 2009. godine. Za sada je potvrđeno da će se na tom albumu naći pjesme “Pula”, “Dovoljno svoj”, “Samo ja” i “Ljudima”.   

## Diskografija
- Gubitnik (1999.)
- Ne bojim se (2004.)
- Punker (2010.)
- Dobrodošli u Hrvatsku (2016.)

## Vanjske poveznice
- Službena MySpace stranica